# Thamnomys kempi
Espèce
Statut de conservation UICN

 VU B1ab(iii) : Vulnérable
Thamnomys kempi est une espèce de rongeur de la famille des Muridae présente dans les régions centrales d'Afrique. L'Union internationale pour la conservation de la nature la considère comme « vulnérable » sur sa liste rouge.

## Distribution
L'espèce est présente au Burundi, au Rwanda et en République démocratique du Congo.

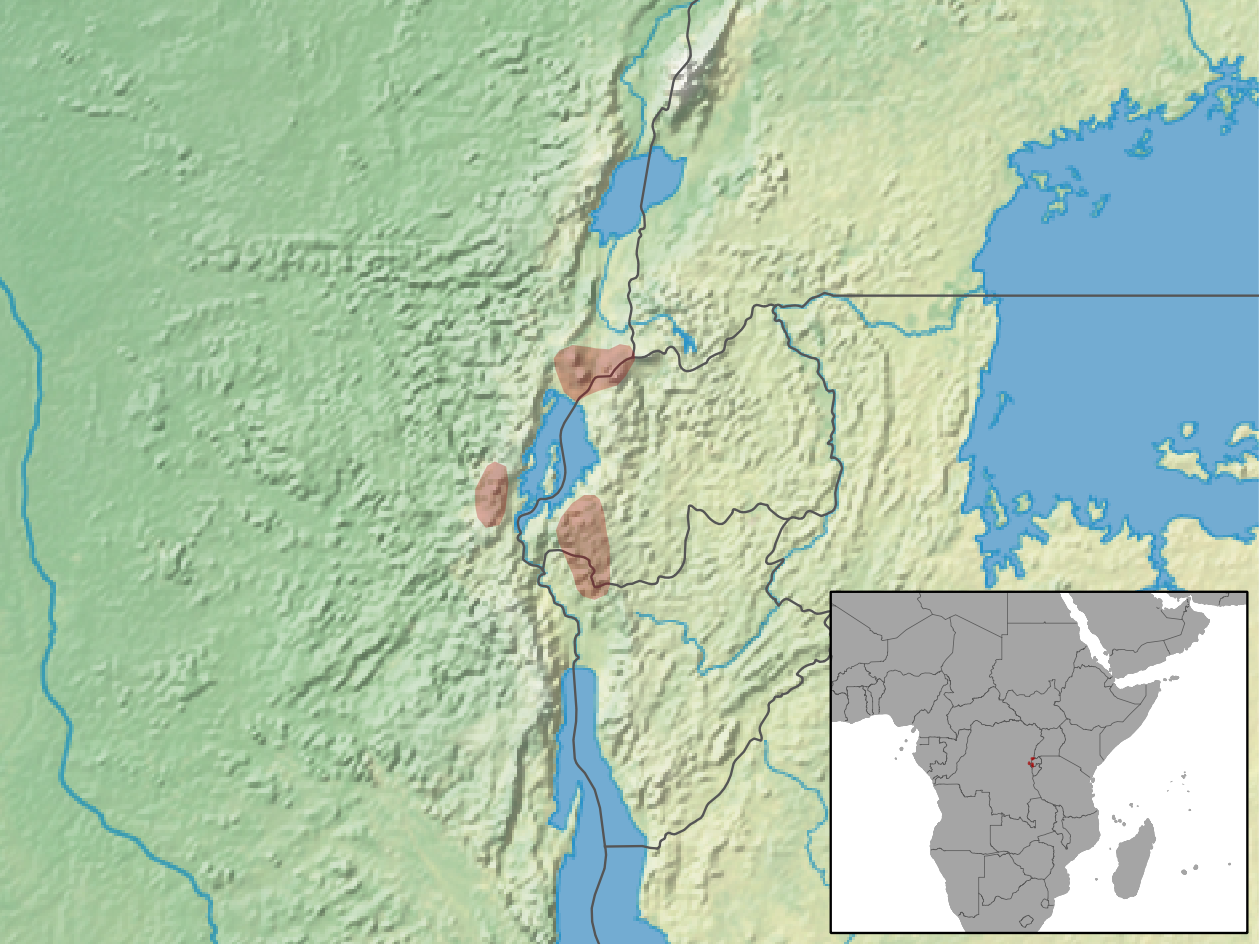
Répartition de l'espèce (2012).

## Menaces
L'Union internationale pour la conservation de la nature la distingue comme  espèce « vulnérable » (VU) sur sa liste rouge.